# Гнаттали, Радамес
Радамес Гнаттали (Ньяттали, порт. Radamés Gnattali; 27 января 1906, Порту-Алегри — 3 февраля 1988, Рио-де-Жанейро) — бразильский композитор и пианист итальянского происхождения.
Вырос в семье музыкантов-любителей, давших ему имя в честь героя оперы Джузеппе Верди «Аида» (Аидой назвали его сестру). С детства учился играть на фортепиано, затем также на флейте, кларнете, скрипке. В 1924 г. окончил Национальный институт музыки в Рио-де-Жанейро как пианист (ученик Гильерме Фонтаиньи), занимался также у Аньело Франса (гармония). Концертировал по стране как солист и в составе камерных ансамблей, сочинял музыку для радио и кинофильмов, затем сдвинулся в сторону более серьёзных концертных сочинений. Постромантические тенденции сочетались в творчестве Гнаттали с влиянием джаза и бразильской народной музыки.
Наиболее важную часть творческого наследия Гнаттали составляют его произведения для гитары: три концерта для гитары с оркестром, два концерта для двух гитар с оркестром, а также этюды и другие пьесы. Гнаттали написал также «Популярную симфонию» (1955), концерты для фортепиано (известен «Романтический концерт» [1949]), для виолончели (1941) и скрипки с оркестром (Второй скрипичный концерт [1962] интересен экспериментами с ритмоформулами босса-новы), значительное количество танцевальной музыки. Кроме того, Гнаттали, выиграв конкурсный отбор, стал автором гимна бразильского штата Мату-Гросу-ду-Сул.